# Orthomorphina
Orthomorphina es un género de foraminífero bentónico de la familia Glandulonodosariidae, de la superfamilia Nodosarioidea, del suborden Lagenina y del orden Lagenida. Su especie-tipo es Nodogenerina havanensis. Su rango cronoestratigráfico abarca desde el Zancleense (Plioceno inferior) hasta el Pleistoceno medio.

## Clasificación
Orthomorphina incluye a la siguiente especie:
- Orthomorphina challengeriana †
- Orthomorphina filipescui †
- Orthomorphina havanensis †
- Orthomorphina hermi †
- Orthomorphina jedlitschkai †
- Orthomorphina laevis †
- Orthomorphina maragudakisi †
- Orthomorphina multicosta †
- Orthomorphina obitsuensis †
- Orthomorphina parvula †
- Orthomorphina perversa †
- Orthomorphina proxima †
  - Orthomorphina proxima semicostata †
- Orthomorphina terquemi †

Otras especies consideradas en Orthomorphina son:
- Orthomorphina molisana †, considerado sinónimo posterior de Stilostomella decurta †
- Orthomorphina nodulostriata †, considerado sinónimo posterior de Glandulonodosaria trincherasensis †
- Orthomorphina parallela †, considerado sinónimo posterior de Anastomosa gomphiformis †
- Orthomorphina radicula †, aceptado como Nodosaria radicula †
- Orthomorphina sanclementensis, de posición genérica incierta
- Orthomorphina stainforthi †, considerado sinónimo posterior de Scallopostoma conica †